# Застраховане
Застраховането е подотрасъл на финансовите услуги, в който застрахователни компании набират средства от физически и юридически лица и се задължват да осигурят застрахователно покритие през периода на застраховката, като при настъпване на риск, изплащат обезщетение или плащане.
Застрахователните договори са формални (изискват форма за действителност) полици. Специфичен белег на застрахователните договори е, че те са алеаторни, тъй като към момента на сключването им страните не знаят точния обем на задълженията, които ще възникнат за тях. В България застрахователните компании са акционерни дружества с минимален капитал 10 000 000 лв., действащи в условията на лицензионен режим или взаимозастрахователни кооперации с минимален брой от 500 членове. Лицензът се издава от Комисията за финансов надзор. Застрахователното акционерно дружество издава само поименни безналични акции с право на един глас всяка. Застраховането може да бъде задължително и доброволно. Задължителни застраховки са Гражданска отговорност за автомобилистите, „Трудова злополука“, „Злополука на пътниците в обществения транспорт“. Доброволни са всички, които законът не задължава, като например застраховки „Каско“, „Застраховка Живот“ и „Помощ при пътуване“.
Принципно застраховането е банкоподобна организация, която набира финанси с цел натрупване и с изтичане на срока на договора или при настъпване на застрахователно събитие изплащане на сума в предварително определен размер. Като цяло застраховането е организирано с цел обезщетяване на физическо или юридическо лице при настъпване на събитие със степен на неопределеност и незнание от страна на лицето. В Статистическата класификация на икономическите дейности за Европейската общност то е част от групата дейности по застраховане, презастраховане и допълнително пенсионно осигуряване.

## История на застраховането в България
На 1 октомври през 1891 г. в град Русе е учредено първото българско Застрахователно дружество „България“. Имало е свои клонове в София и другите градове на страната, както и представителства в Цариград, Берлин, Солун, Скопие, Велес, Битоля, Охрид, Париж, Атина, Пирея, Лондон, Александрия, Чикаго, Амстердам и Мадрид. Практикувало е всички видове застраховки. „България“ е било най-старото и най-стабилно застрахователно дружество, което от основаването си е заплатило на своите застраховани над 6 500 000 000 стари български лева.

### Национализация след деветосептемврийския преврат от 1944 г.
На 27 юни 1946 г. е приет Закон за национализация на застрахователните дружества и за държавния монопол в застраховането. Одържавени са всички застрахователни дружества в България. Застраховането става монополно дело на държавата, създаден е Държавният застрахователен институт. Това е краят също и на Първото българско застрахователно дружество „България“.

### Падане на комунистическия режим през 1989 г.
Образувано е застрахователно дружество „България“, което обаче не бива признато за наследник на съществувалото преди 1944 г. застрахователно дружество „България“. През 1996 г. е закупено от застрахователното дружество „Алианц“ – Германия.

## Онлайн застраховане
Онлайн застраховане е осъществяването на различни застрахователни операции като сключване на застраховка, попълване на полица, подновяване на полица, завеждане на щети и др., в интернет, вместо по обичайния начин – в офис на застраховател или чрез застрахователен агент или брокер.
Тенденцията е все повече застрахователните компании и застрахователните брокери да развиват паралелни онлайн услуги към физическите си офиси, а някои брокери поддържат само и единствено онлайн застрахователни услуги.
Онлайн застраховането може да се осъществява от застрахователните компании или застрахователните посредници. Услугите, които компаниите предлагат онлайн са най-често извеждане на цени при зададени параметри, сключване на застраховка онлайн, управление на сключените полици през сайта на компанията и завеждане на щети.
Застрахователните брокери често предлагат на сайтовете си сравнения на цените между различните компании, сключване на застраховка онлайн, справочна информация и консултации през онлайн чат, имейл или телефон.

### Разпространение в България
Стъпка напред към разпространението на онлайн застраховането в България е въвеждането на електронна полица по задължителната застраховка Гражданска отговорност на автомобилистите, както и Електронната система за проверка на валидността на Гражданска отговорност, която позволява на всеки сключил Гражданска отговорност да провери валидността на полицата си през интернет. Законовото изискване за наличие на стикери и хартиени талони по застраховка Гражданска отговорност все още е основната бариера пред масовото навлизане на онлайн застраховането в България.